# Sherif Haddara
Sherīf Hassan Haddāra (in arabo شريف حسن هدارة‎?; 20 ottobre 1953) è un politico e ingegnere egiziano, che nel 2013 ha svolto l'incarico di ministro del petrolio.

## Biografia
Consegue una laurea in Ingegneria meccanica all'Università del Cairo nel 1976. Dal 1976 al 2008 lavora alla Arab Petroleum Pipelines, nota come SUMED, società egiziana che gestisce l'oleodotto che collega Suez ad Alessandria. Nei primi mesi del 2013 diventa membro del consiglio di amministrazione dell'Egyptian General Petroleum Corporation (EGPC), svolgendo poi il ruolo di ministro per due mesi.